# 埃尔阿尔托邻里委员会联合会
埃尔阿尔托邻里委员会联合会（西班牙語：Federación de Juntas Vecinales de El Alto，缩写为FEJUVE）是玻利维亚的一个由600多个社区委员会组成的联合会，成立于1979年。该组织向埃尔阿尔托市的市民提供公共服务、建筑和就业机会。该组织的委员会根据参与式民主和共识决策法的原则进行组织，同时在城市经济中实行工人自治制度。2008年，该组织有约114000名成员。